# 派勒特鎮區 (愛荷華州切羅基縣)
派勒特鎮區（英語：Pilot Township）是位於美國愛荷華州切羅基縣的一個行政鎮區。

## 地方資料
根據2010年美國人口普查的數據，派勒特鎮區的面積為92.98平方千米，當中陸地面積為92.94平方千米，而水域面積為0.04平方千米。當地共有人口303人，而人口密度為每平方千米3.26人。